# لنتی‌ویروس
لنتی‌ویروس (به انگلیسی: Lentivirus)، سرده ای از رتروویروس‌هاست که موجب بیماری‌های مزمن و کشنده ای می‌شوند که از مشخصاتشان دوره نهفتگی طولانی در انسان‌ها و سایر گونه‌های پستانداران است. شناخته‌شده‌ترین لنتی‌ویروس‌ها، ویروس نقص ایمنی انسان (HIV) است که موجب ایدز (AIDS) می‌گردد. همچنین لنتی‌ویروس‌ها در میمون‌های انسان‌نما (apes)، گاوها، بزها، اسبان، گربه‌ها، و گوسفندان میزبانی می‌شوند. اخیراً لنتی‌ویروس‌ها در میمون‌ها، لمورها، لمورهای پرنده مالایایی (که نه لمور حقیقی است و نه یک نخستی)، خرگوش‌ها و راسوها نیز یافت شده‌اند. لنتی‌ویروس‌ها و میزبانانشان در کل جهان توزیع شده‌اند. لنتی‌ویروس‌ها قادرند مقادیر زیادی cDNA ویروسی را در DNA سلول میزبان تزریق کرده (که با آن یکی شود) و بدین طریق به‌طور مؤثر، سلول‌هایی که تقسیم نمی‌شوند را عفونی کنند. این عمل لنتی‌ویروس‌ها یکی از روش‌های مؤثر در رساندن ژن به هدف است. لنتی‌ویروس‌ها قادرند درون‌زاد شده (ERV)، و بدین شکل ژنوم خود را با خط زایای (germline) ژنوم میزبان یک‌پارچه کنند تا زادگان میزبان نیز از ویروس ارث برند.